# Pterolophia univinculata
Pterolophia univinculata är en skalbaggsart som först beskrevs av Heller 1924.  Pterolophia univinculata ingår i släktet Pterolophia och familjen långhorningar.
Artens utbredningsområde är Filippinerna. Inga underarter finns listade i Catalogue of Life.